# Siphona melanura
Siphona melanura là một loài ruồi trong họ Tachinidae.